# Bryocryptella tubulata
Bryocryptella tubulata är en mossdjursart som först beskrevs av Busk 1861.  Bryocryptella tubulata ingår i släktet Bryocryptella och familjen Bryocryptellidae. Inga underarter finns listade i Catalogue of Life.